# 加巴德號驅逐艦
加巴德號驅逐艦（PNS Badr D-47,後D-161）是巴基斯坦海军（PNS）的一艘驱逐舰。原是英國皇家海軍的“戰鬥”級驅逐艦“加巴德”號（HMS Gabbard D-47）。

## 歷史
她由“斯旺·亨特”公司建造。于1944年2月2日開工，1945年3月16日下水，1946年12月10日完工，於英國皇家海軍服役。1953年退役之後在1957年賣給巴基斯坦海軍，更名為加巴德（PNS Badr D-47），後改舷號為D-161。
加巴德号參與了兩次印巴戰爭。在第三次印巴戰爭時，停在卡拉奇的“加巴德號”遭到印度海軍“三叉戟行動”的偷襲，這次襲擊偷襲導致她的姊妹艦“凱巴爾”號（PNS Khaibar）沉沒，“沙·賈汗”號（PNS Shah Jahan）報廢，“加巴德號”在襲擊中亦受到損傷，後修復。
在1979年，她參與了一次補給演習，為補給事業剛剛起步的中國人民解放軍海軍代表作出了巨大貢獻。
1985年，加巴德號驅逐艦退役拆毀。